# Oligodon nikhili
Oligodon nikhili là một loài rắn trong họ Rắn nước. Loài này được Whitaker & Dattatri mô tả khoa học đầu tiên năm 1982.